# Ogon Senshi Gold Lightan
Golden Warrior Gold Lightan (яп. 黄金戦士ゴールド・ライタン Огон Сэнси Го:рудо Райтан, «Золотой воин Голд Лайтан») — японский аниме-сериал режиссёра Коити Масимо, выпущенный студией Tatsunoko Production. Транслировался по телеканалу Tokyo 12 TV с 1 марта 1981 года по 18 февраля 1982 года. Всего выпущены 52 серии аниме. Каждая серия длится по 30 минут. Сериал также транслировался на территории арабских стран, Таиланда, Китая и Болгарии. Во время трансляции сериала выпускалась серия игрушек «роботов Лайтанов». В 2006 году игрушки были перевыпущены.

## Сюжет
За пределами нашей Вселенной находится Меха-Дзигэн, параллельный мир, населённый разумными роботами и управляемый двумя мощными суперкомпьютерами. За некоторое время до событий, представленных в первой серии аниме-сериала, в Меха-Дзигэн произошла некая катастрофа, в результате которой был рождён абнормальный робот — Ибальда-Даё, также именуемый «механическим демоном», жестокий и беспощадный тиран, обладающий неимоверной силой и жаждущий абсолютной власти над Меха-Дзигэн. Завербовав группу сторонников, Ибальда делает попытку захватить и уничтожить один из суперкомпьютеров — Биккуай, однако Биккуай удаётся транспортировать Ибальду и его сторонников в другое измерение. Оказавшись в мире людей, Ибальда возводит неприступную базу посреди Тихого океана. Поскольку у него нет возможности вернуться в Меха-Дзигэн, он планирует захватить Землю. Вместе с тремя своими лучшими сторонниками, Саёккой, Уёккой и Маннаккой, Ибальда строит свои коварные планы, но тем временем Биккуай посылает на Землю Золотого Лайтана, сильнейшего воина Меха-Дзигэн.
В мире людей Лайтан маскируется под небольшую золотую зажигалку, которую случайно находит двенадцатилетний Хиро Тайкай. Теперь он — единственный землянин, знающий о существовании Меха-Дзигэн и силах зла, угрожающим обоим мирам. Хиро и Лайтан быстро становятся закадычными друзьями, и когда сторонники Ибальды начинают насылать на землян гигантских роботов-убийц, Хиро изо всех своих человеческих сил стремится помочь своему механическому другу, рискуя жизнью и проявляя либо чудеса храбрости, либо полнейшее безумие. К концу первой половины аниме-сериала секрет Хиро всё же узнаёт его компания из школы (Саму, Эми, Бикку, Монки и Тонбо), и они соглашаются помочь Хиро и Лайтану сражаться против Ибальды, объединяя силы с пятью товарищами Лайтана из Меха-Дзигэн.
В своей боевой форме Золотой Лайтан имеет высоту 30 метров и весит 200 тонн. Его товарищи, Лайтан Гундан, слегка поменьше и послабее — от 20 до 25 метров.

## Роботы
- Золотой Лайтан (яп. ゴールドライタン Го:рудо Раитан) — лидер команды золотых воинов Лайтан Гундан. Именно его впервые нашёл Хиро. Решает призвать на помощь остальных роботов. Не имеет никаких особенных супер-способностей и супер-оружия, в отличие от большинства супер-роботов, и с врагами счёты сводит «голыми руками» в ближнем бою, из-за чего получает опасные повреждения почти в каждой схватке. Обычно наносит решающий удар в схватке с врагом, пробивая его корпус ударом руки и вырывая его «сердце» — центральную систему управления. Этот приём известен как «Золотой Сокрушитель» (Gold Crash). Маскируется под зажигалку.
- Прицельный Лайтан (яп. スコープライタン Суко:пу Раитан) — один из помощников Лайтана. Маскируется под оптический прицел. Специализируется на выискивании врагов и нахождении их слабых точек. Также является экспертом в разведке.
- Временной Лайтан (яп. タイムライタン Таиму Раитан) — один из помощников Лайтана. Маскируется под таймер. Может «замораживать» время на 30 секунд. Хотя его боевые возможности ограничены, он крайне ценен в команде, как способный контролировать время.
- Дэндзи Лайтан (яп. デンジライタン Дэндзи Раитан) — один из помощников Лайтана. Специализируется на локации, направлениях и ведёт как правило остальных роботов к нужной цели.
- Механический Лайтан (яп. メカニックライタン Мэканнику Раитан) — один из помощников Лайтана. Маскируется под ящик для инструментов. Может быстро чинить любую технику, в том числе и «раненых» роботов. Является механиком команды.
- Монетный Лайтан (яп. コインライタン Коино Раитан) — один из помощников. Маскируется под монету. Не появляется в сериале.
- Печатный Лайтан (яп. プリントライタン Пуринто Раитан) — один из помощников. Маскируется по печатный штамп. Не появляется в сериале.
- Световой Лайтан (яп. ライトライタン Раито Раитан) — один из помощников. Маскируется под источник света. Не появляется в сериале.
- Резчик Лайтан (яп. カッターライタン Катта: Раитан) — один из помощников. Маскируется под точилку для карандашей. Не появляется в сериале.
- Метровый Лайтан (яп. メートルライタン Мэ:тору Раитан) — один из помощников. Превращается в измерительный прибор. Не появляется в сериале.
- И.С. Лайтан (яп. アイシーライタン Аиси: Раитан) — один из помощников. Обладает развитой компьютерной системой, которая позволяет ему обрабатывать любую информацию о синтетических и биологических видах и переводить с любого языка — даже с дельфиньего.